# Olga Nazarova (biatleta)
Olga Nazarova, transliterado del bielorruso como Volha Nazarava –en bielorruso, Вольга Назарава; en ruso, Ольга Назарова– (Omsk, 27 de agosto de 1977), es una deportista bielorrusa que compitió en biatlón. Ganó dos medallas en el Campeonato Mundial de Biatlón, en los años 2002 y 2005, y cuatro medallas en el Campeonato Europeo de Biatlón entre los años 2001 y 2006.

## Palmarés internacional
| Campeonato Mundial | Campeonato Mundial        | Campeonato Mundial | Campeonato Mundial |
| Año                | Lugar                     | Medalla            | Prueba             |
| ------------------ | ------------------------- | ------------------ | ------------------ |
| 2002               | Oslo (Noruega)            | Medalla de bronce  | Salida en grupo    |
| 2005               | Hochfilzen (Austria)      | Medalla de bronce  | Relevos            |
| Campeonato Europeo |                           |                    |                    |
| Año                | Lugar                     | Medalla            | Prueba             |
| 2001               | Haute-Maurienne (Francia) | Medalla de bronce  | Velocidad          |
| 2003               | Forni Avoltri (Italia)    | Medalla de bronce  | Relevos            |
| 2004               | Minsk (Bielorrusia)       | Medalla de plata   | Relevos            |
| 2006               | Langdorf (Alemania)       | Medalla de oro     | Relevos            |